# Serra del Mercadell
La Serra del Mercadell és una serra situada al municipi de Sant Sadurní d'Osormort (Osona), amb una elevació màxima de 782,7 metres.